# Верія (фема)
Фема Верія або Бероя (грец. θέμα Βέροια) — військово-адміністративна одиниця Візантійської імперії (фема), яка розташовувалась на сході Балканського півострова (сучасна Греція). Назва походить від міста Верія. Відносилася до так званих «малих фем». Утворено близько 975 року. Остаточно припинила існування 1204 року внаслідок захоплення хрестоносцями.

## Історія
На початку 970-х років в Болгарії вибухнуло повстання на чолі із братами з династії Комітопулів. Доволі швидко болгарські війська стали загрожувати володінням візантійської імперії на сході Балкан. Для захисту важливих міст, насамперед Адріанополя та Фессалонік було утворено декілько фем, що складали першу лінію оборони. Близько 975 зі складу феми Фессалоніки було виокремлено фему Верія. Вона слугувала північною захисною лінією для міста Фессалоніки.
З самого початку фема зазнавала постійних нападів болгар, які у 985 році все ж зуміли захопити фортецю. Відновлення влади Візантії та феми відбулося у 1001 році. Деякий час фема Верія виконувала захисну роль. З початку 1010-х років тут накопичувалися війська для наступу на Болгарію. Перехід Візантії до наступальної тактики призвів до відновлення господарства феми. З 1018 року, коли Болгарію було підкорено та розділено на феми, Верія втратила військових характер, а її фортецю зруйновано. Разом з тим вона збереглася з огляду на вигідне географічне положення, перетворившись на важливий центр внутрішньої торгівлі та ремісництва.
У 1070-х роках під час заколот Никифора Бриєннія Старшого та Никифора Василакі фема підтримала заколотників проти імператорського уряду. З початку 1080-х роках відновлюється її військова роль — стали використовувати як тилову базу у боротьбі проти вторгнення італійських норманів. З повалення династії Комнінів починаються численні заворушення, повстання болгар, що негативно вплинули на економіку та оборону феми Верія. У 1185 році її захоплено військами королівства Сицилія, але невдовзі відвойовано візантійцями.
У 1204 році після захоплення учасниками Четвертого хрестового походу Константинополя, Бонифацій Монферратський захопив значну частину феми, менша увійшла до складу Епірського деспотату.

## Адміністрація
Територія охоплювала округ навколо міста Верія. У 1010-х роках було розширено межі, включно з фортецею Касторія.